# Broderstorf
Broderstorf è un comune del Meclemburgo-Pomerania Anteriore, in Germania.
Appartiene al circondario (Kreis) di Rostock ed è parte della comunità amministrativa (Amt) del Carbäk.

## Geografia antropica

### Suddivisioni amministrative
Il territorio comunale comprende 8 centri abitati (Ortsteil):
- Broderstorf
- Ikendorf
- Neu Broderstorf
- Neu Pastow
- Neu Roggentin
- Neuendorf
- Pastow
- Teschendorf